# دومينيك ارنو
دومينيك ارنو (بالفرنسية: Dominique Arnaud)‏ (ولد في 19 سبتمبر 1955 في فرنسا - 20 يوليو 2016)، هو دراج فرنسي سابق.

## سجل النتائج

### سباقات أو مراحل فاز بها
- طواف إسبانيا

## روابط خارجية
- دومينيك ارنو على موقع أرشيف الدراجات (الإنجليزية)
- دومينيك ارنو على موقع إحصائيات الدراجات الإحترافية (الإنجليزية)